# Le Mériot
Le Mériot è un comune francese di 581 abitanti situato nel dipartimento dell'Aube nella regione del Grand Est.

## Società

### Evoluzione demografica
Abitanti censiti